# Tistrup Sogn
Tistrup Sogn er et sogn i Varde Provsti (Ribe Stift).
I 1800-tallet var Tistrup Sogn anneks til Hodde Sogn. Begge sogne hørte til Øster Horne Herred i Ribe Amt. De udgjorde Hodde-Tistrup sognekommune, men senere blev hvert sogn en selvstændig sognekommune. Ved kommunalreformen i 1970 blev både Hodde og Tistrup indlemmet i Ølgod Kommune, der ved strukturreformen i 2007 indgik i Varde Kommune.
I Tistrup Sogn ligger Tistrup Kirke.
I sognet findes følgende autoriserede stednavne:
- Agerkrog (bebyggelse, ejerlav)
- Bredho (bebyggelse)
- Galtho (bebyggelse, ejerlav)
- Gammel Tistrup (bebyggelse)
- Gødsvang (bebyggelse)
- Gårde (bebyggelse, ejerlav)
- Hauge (bebyggelse)
- Hesselho (bebyggelse, ejerlav)
- Hetofte (bebyggelse)
- Krarup (bebyggelse, ejerlav)
- Krasborg (bebyggelse)
- Råbjerg (areal)
- Snorup (bebyggelse, ejerlav)
- Sønderhede (bebyggelse)
- Tistrup (bebyggelse, ejerlav)
- Tønding (bebyggelse, ejerlav)
- Uhre (bebyggelse)